# Eugenia moritziana
Eugenia moritziana là một loài thực vật có hoa trong Họ Đào kim nương. Loài này được H.Karst. mô tả khoa học đầu tiên năm 1848.